# Scania R500
El Scania R500 es un camión que, con un motor V8, está adaptado sobre todo para tareas severas. La esencia de la imagen Scania se mantiene, pero la compañía sueca remodela totalmente el interior en su nueva serie R. Más comodidad y seguridad a bordo de un potente motor de 500 CV.
El vehículo viene en dos versiones, estadounidense, y argentina. Solo se diferencian en el interior y el exterior de la cabina, ya que ésta, en la zona de la calandra (la parte del frente), es menos curvada en la versión argentina; además, esta versión es de color dorado. En potencia no tienen nada que envidiarle ninguna de las dos. Viene en una versión tractora para las cargas más pesadas y las rutas más largas.
Este modelo (y otro) la renovación de esta empresa y se trabajó desde la cabina hasta la motorización. Se agregaron elementos de seguridad y se modernizó su estética, todo con un objetivo: mejorar el confort para el conductor, la economía en el uso de combustible, pensando en la rentabilidad del transportista y la sustentabilidad de cara al medio ambiente.
Aunque la serie R sea la innovación de esta generación, pero también se remonta a fines del siglo XX como también el Scania 93 (200 y 250 de potencia). Este modelo y otros eran fabricados en Argentina y transportado a todas partes del mundo, y se trataba de un camión con características ecológicas y alto rendimiento. 
Se ofreció en configuraciones de 3800/4600/5000/5400 mm entre ejes, tracción 4x2 trasera y con el motor de 250 CV, chasis "heavy" (H), con versiones rígido y tractor. 
La cabina podía ser dormitorio o simple (opcional), totalmente en acero, con aislación termo acústica de alta eficiencia; basculante a 60°, proporcionando un amplio acceso al motor. Parabrisas laminado y parrilla frontal de fibra de vidrio reforzada, basculante, con amortiguador a gas.

## Características generales

### Motor
- Tipo: V8 a 90° DC16 04
- Inyección: electrónica, inyectores independientes
- Sistema eléctrico: 2 Arquitectura CAN-bus. 24v, dos baterías de 12 v
- Cilindrada: 16 L, 8 cilindros en V
- Compresión: 18:1
- Cambio: Scania GRS900O, 12+2 con partición
- Potencia Máxima: 500 CV, (368 kW) a 1900 rpm

### Par máximo
- 2500 Nm (Newton m)
- Unidades Tractoras: 6x4

### Suspensión
- Mecánica en el eje delantero y neumática/mecánica en los ejes traseros.
- Disponible con altura de Chasis Normal.

### Opcionales de tren de fuerza
- Scania Opticruse.
- Scania Retarder.

## Motor
Diésel inyección directa, 8 cilindros en "V", turbo-intercooler, 16 L de cilindrada. Inyección electrónica, con inyector bomba. 4 válvulas por cilindro.
Su potencia máxima es de 500 CV, (368 kW) a 1900 rpm. Par motor máximo: 2200 Newton metros entre 1050 y 1300 rpm. Nivel de emisión EURO 3.

## Cabina
Por afuera, los ingenieros de Scania renovaron totalmente la cabina, aunque la nueva imagen deja bien claro que es un Scania, con un exterior prestigioso. La nueva cabina ha conseguido reducir la resistencia al aire notablemente, con un acceso mejorado a los elementos de control del vehículo, gracias a la nueva calandra.
El vehículo viene en tres versiones de techo, Común, Highline (un poco más espaciosa), y Topline (la gama más alta). 

### Detalles técnicos
Modelo CR19, High Line frontal, elevada con dormitorio, construida totalmente en acero galvanizado. Aire acondicionado. Suspensión neumática en cuatro puntos, vidrios tonalizados, volante ajustable en altura y profundidad en forma neumática, cortina de parabrisas y puertas. Asiento del conductor con suspensión neumática. Radio AM/FM con MP3. Elevalunas eléctricos en ambas puertas. Luces antiniebla de largo alcance, luces de identificación color blancas. Palanca de cambios rebatible. Espejos con regulación electrónica en ambas puertas. Son opcionales los deflectores de aire. Los paragolpes delanteros son de acero, con protección de los faros delanteros.

### Cabina Highline
Comparada con las otras cabinas literas, la R Highline es más amplia, ofrece más libertad de movimiento y más compartimientos para almacenar objetos sobre el parabrisas. La mayor altura tiene espacio suficiente para que el conductor este de pie, esto se debe a que cuenta con un piso semiplano gracias a estar montada en una altura elevada del chasis. Ese recurso permite reducir altura del túnel del motor a la mitad (es de solo 150 mm), proporcionando un amplio espacio libre, de 1,9 m en el centro de la cabina.
El desarrollo de la cabina tomó en cuenta que los conductores prefieren un piso semiplano que permite estar de pie con comodidad, frente a un piso completamente plano, según revelaron diversas encuestas de opinión realizadas por Scania. El motivo esgrimido por los profesionales del volante fue que las cabinas de piso plano deben montarse a una altura mayor que las demás –ya que su base debe estar por encima de la parte más alta del motor- y eso hace que su espacio interior se reduzca, para enmarcarse dentro del límite del total permitido.

### Interior
El acceso a la cabina se logra gracias a tres escalones antideslizantes y muy amplios. La cabina dispone de nuevo asiento, con botones para alcanzar la máxima comodidad, abastecido de los mandos necesarios para que ningún ángulo quede fuera, y que dedica un escrupuloso cuidado a nuestros riñones. El volante se regula de forma sencilla y sin puntos predefinidos; se libera con una simple presión del botón situado debajo de él, y se vuelve a fijar una vez encontrada la posición ideal del mismo presionando el mismo botón. El nuevo volante (”el centro de atención de la cabina”) tiene más margen de ajuste gracias a que la articulación está arriba y no junto al piso, lo que supone una novedad en estos camiones.
Desde el puesto de conducción hay un total control del vehículo, tanto por lo que respecta a la circulación como los mandos. Por un lado hay mandos colocados en el marco de la puerta, con los que se controlan los espejos y las ventanillas. Del lado del acompañante hay un módulo con la iluminación general y su lámpara individual. El panel de instrumentos es completamente nuevo pero conserva la curvatura de sus antecesores, esto hace que el conductor se encuentre a la misma distancia de todo.
Con la integración de las funciones en el volante ha aumentado la seguridad, permitiendo una mayor participación del conductor mediante las manos en el control del vehículo. Para ello se ha dotado al volante con 16 puntos de control, para las funciones de la radio, el ordenador de a bordo (con la pantalla justo al frente), y a la circulación mediante el control de la velocidad de crucero o Retarder.

#### Versión Argentina

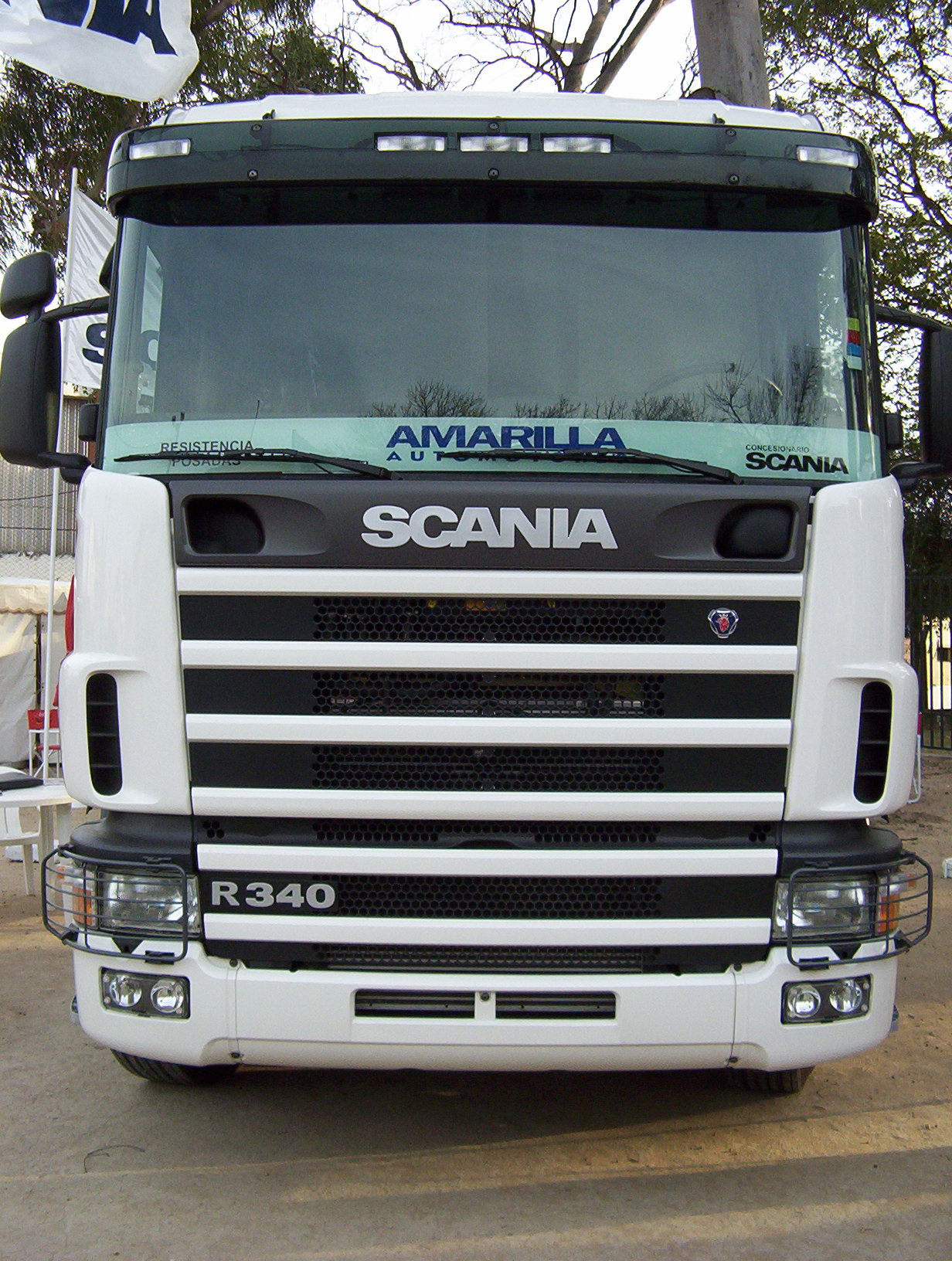
En Argentina, a pesar de ser su antecesor, así es la cabina del Scania R500, la versión antigua.

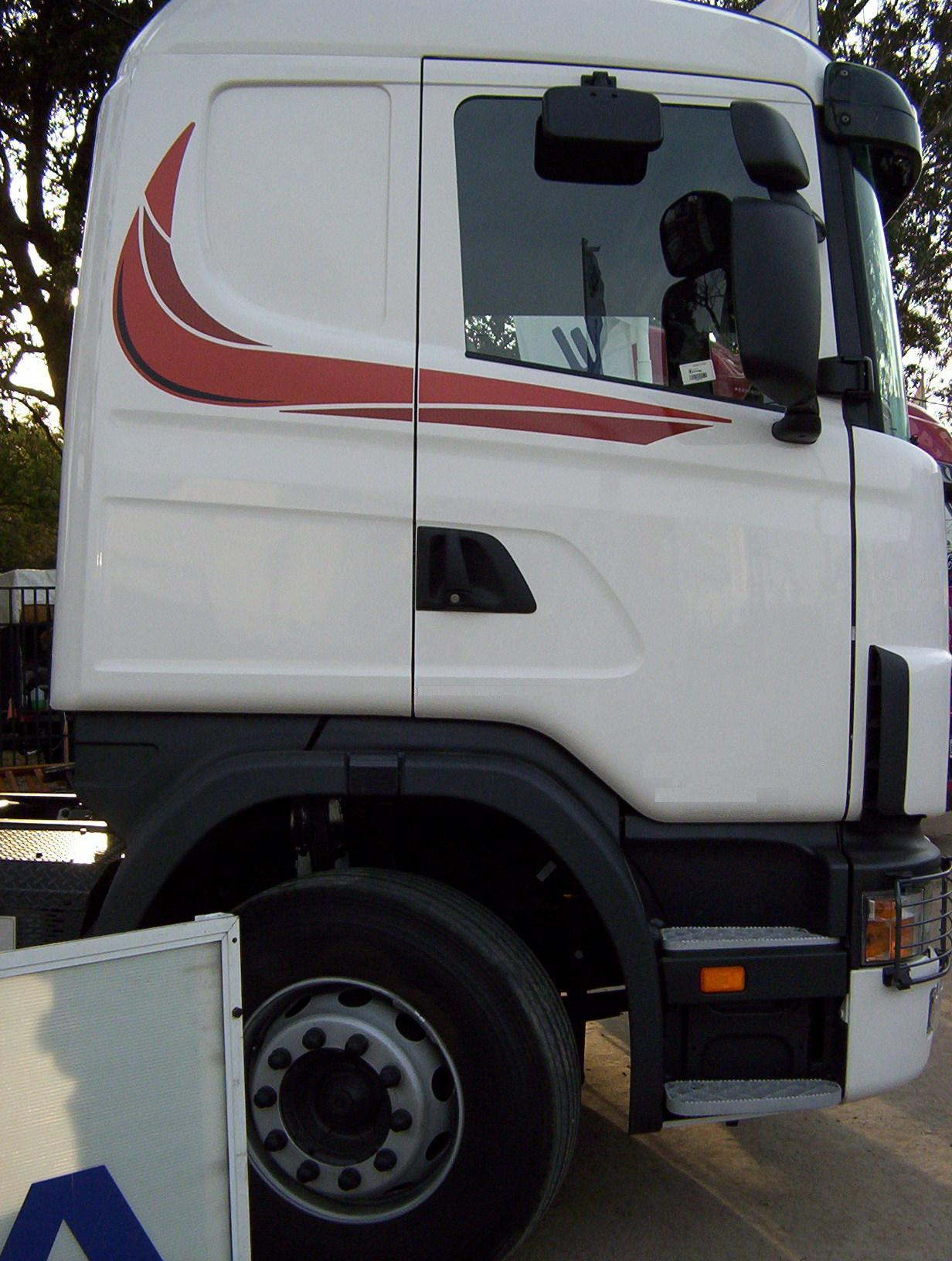
Este es el costado, se diferencia de su "hermano mayor" por tener una franja, en vez del famoso grifin característico de Scania.

## Caja de velocidades
GRS900: Tipo “Range-Split”, de 14 marchas hacia delante (12 de carretera y 2 superlentas) y dos marcha atrás. Preselección de marchas electro-neumática.

Las relaciones son: 16,38-13,28-11,27-9,14-7,17-5,81-4,63-3,75-3,01-2,44-1,91-1,55-1,23-1.

## Ruedas y neumáticos
Llantas de acero 8,25’’ x 22,5’’. Los neumáticos son radiales sin cámara, medida 295/80 R22,5.

## Frenos
Totalmente neumáticos, con cuatro circuitos independientes, válvula sensible a la carga y freno de estacionamiento tipo “spring brake” en ambos ejes. Compresor de aire bicilíndrico de 600 cm³ y secador de aire. Es opcional el sistema de freno ABS.

## Sistema eléctrico
De 24 V, con alternador de 80 A. Dos baterías en serie de 140 Ah cada una y corte general de corriente. Toma de 12 Voltios para accesorios.

## Diferencial
Scania RB662+R660. Sin reducción en cubos de ruedas, con capacidad de tracción de hasta 78 toneladas.
- Estándar: 3,42:1
- Opcional: 3,07:1 – 3,80:1-3,93:1-4,22:1-4,85:1-4,88:1-5,14:1.

## Suspensión
Delantera: suspensión de elásticos semielípticos de 7,1 ton de capacidad, con barra estabilizadora y amortiguadores hidráulicos de doble efecto.

## Chasis
Bastidores y travesaños de acero micro aleado, remachados en frío. El equipamiento incluye 5ª rueda y conexiones eléctricas y neumáticas para el tráiler.

## Tanques de combustible
Tanque de aluminio 200 L en lado izquierdo y 350 L en lado derecho